# パイヌール湖
パイヌール湖は、アメリカ合衆国ルイジアナ州に位置する湖である。デルカンブル運河を通じてメキシコ湾に湖水が流れている。
以前は10フィート (3m) の深さの淡水湖だったが、1980年11月20日に発生した事故により、湖の形状と周囲の地形が大きく変わってしまった。

## 掘削事故
1980年11月20日、契約に基づいて石油採掘を行っていたテキサコ社の作業員が、誤って湖の下にある岩塩鉱山に届く穴を掘削してしまった。 事故は測量システムの誤った解釈により発生したもので、14-インチ (36 cm) のドリルにより開けられた穴は連鎖的に広がった。岩塩鉱山は1919年から掘削されており、いくつもの階層で坑道が構成されていた。坑道の天井を支えるために一部の岩塩が残され柱として存在していたが、湖水の流入により溶け、坑道の連鎖的な崩壊を引き起こした 。このため、湖底が非常に深くなった。また、坑道へ多くの水が流れ込んだことにより、デルカンブル運河が逆流してメキシコ湾から海水が流れ込んだ。これらの結果、淡水だった浅い湖は、より深い塩湖へと変わってしまった。
事故により、多くの証拠が破壊されたり、渦流に飲み込まれてしまったため、何が発生したかを特定することは難しい。一説によれば、テキサコの作業員による計算ミスが原因で、湖の底に穴を開けてしまったことにあるといわれている。結果として、すべての湖の水が穴に集中して吸い込まれ、流入した水により土壌や塩が洗い流され、何年もかけて塩が掘り出された跡の洞窟を満たした。
人的被害は幸い報告されていないが、3匹の犬が犠牲となった。事故の時点で坑内にいた作業員55人は、事前に行われていた避難訓練が功を奏し、全員避難することができた。その後6人が「英雄的行動」により鉱山会社から表彰された。

### 事故の後
テキサコおよび掘削業者は、3200万ドルを岩塩鉱山の管理会社に、1280万ドルを周辺の植樹業者に支払った。岩塩鉱山は1986年12月に閉鎖された。

### 塩水化
事故後、淡水だった湖は塩水あるいは汽水へと変化してしまった。事故により、湖は深さを増し、生態系に永久的な影響を与えることとなった。